# ماندانا صدیق بهزادی
ماندانا صدیق بهزادی (۱۳۲۱–) استاد دانشگاه ایرانی، و نویسنده و پژوهشگر رشته کتابداری است.
در سال ۱۳۷۲ برای تألیف کتاب مرجع «ردهٔ PIR زبان‌ها و ادبیات فارسی» برندهٔ کتاب سال ایران شد.
صدیق بهزادی که دکترای علوم کتابداری و اطلاع‌رسانی دارد، عضو هیئت علمی مرکز خدمات کتابداری، و کتابخانه ملی ایران است و در دانشکده علوم تربیتی دانشگاه تهران و دانشگاه آزاد تدریس می‌کند. او مدرک کارشناسی را در رشتهٔ زبان انگلیسی و کارشناسی ارشدش را در رشتهٔ کتابداری به ترتیب در سال‌های ۱۳۴۸ و ۱۳۵۰ از دانشگاه تهران و مدرک دکترایش را نیز در رشتهٔ کتابداری و اطلاع‌رسانی در سال ۱۳۶۰ از دانشگاه ایلینوی اربانا-شمپین در ایالات متحدهٔ آمریکا گرفت.